# Lady Windermeres Fächer
Lady Windermeres Fächer (Lady Windermere’s Fan: A Play About a Good Woman) ist eine Gesellschaftskomödie in vier Akten des irischen Schriftstellers Oscar Wilde.
Die Uraufführung des Bühnenstücks fand am 20. Februar 1892 im St. James’s Theatre in London statt. Knapp ein Jahr später, am 5. Februar 1893, wurde Lady Windermeres Fächer zum ersten Mal am Broadway in Palmer’s Theatre aufgeführt.

## Inhalt
Nach zwanzig Jahren Abwesenheit kehrt Mrs. Erlynne, die einst Mann und Kind für ihren Geliebten verließ und dafür von der „feinen“ Gesellschaft verstoßen wurde, nach London zurück. Um wieder von der Gesellschaft anerkannt zu werden, muss sie im Haus der Windermeres verkehren, die den Mittelpunkt von Londons gehobener Gesellschaft bilden. Damit sie eine Einladung zu einer dort stattfindenden Feier erhält, verrät Mrs. Erlynne Lord Windermere ein Geheimnis: Sie ist Lady Lytton, die totgeglaubte Mutter seiner Frau. Um einen Skandal zu vermeiden, lädt Lord Windermere daraufhin Mrs. Erlynne zu der Feier ein.
Lady Windermere vermutet indes, dass ihr Mann ein Verhältnis mit Mrs. Erlynne hat, und begibt sich zum Haus Lord Darlingtons, der ihr seine Liebe gestanden hat. Lady Windermere hinterlässt ihrem Gatten einen Abschiedsbrief, den aber Mrs. Erlynne findet, die sich ebenfalls ins Haus Darlingtons begibt. Während Mrs. Erlynne Lady Windermere erklärt, dass sie mitnichten ein Liebesverhältnis mit deren Mann habe, erscheinen Lord Darlington und Lord Windermere ebenfalls in Darlingtons Haus.
Die beiden Frauen verstecken sich, wobei Lady Windermere den Fächer, den sie von ihrem Mann als Geburtstagsgeschenk bekam, auf einem Tisch liegen lässt. Lord Windermere erkennt den Fächer seiner Frau und verlangt von Darlington eine Erklärung. Während Mrs. Erlynne aus ihrem Versteck kommt und erklärt, sie habe den Fächer aus dem Haus der Windermeres mitgenommen, kann Lady Windermere unerkannt entschlüpfen.
- 1. Akt
- 2. Akt
- 3. Akt
- 4. Akt

## Verfilmungen
Oscar Wildes Satire wurde mehrfach verfilmt. Im Jahr 1916 entstand in England eine erste Stummfilmfassung unter der Regie von Fred Paul. Ernst Lubitsch drehte für die Warner Brothers 1925 eine weitere Adaption des Stückes. Unter dem Titel Lady Windermeres Fächer erschien 1935 eine deutsche Verfilmung. Unter der Regie von Heinz Hilpert spielten Lil Dagover, Walter Rilla und Hanna Waag die Hauptrollen. Auch der in der Bundesrepublik nicht gezeigte Otto-Preminger-Streifen Lady Windermeres Fächer von 1949 mit Jeanne Crain, Madeleine Carroll und George Sanders basiert auf Wilde. Neben einigen Verfilmungen für das Fernsehen erschien 2004 Good Woman – Ein Sommer in Amalfi von Mike Barker, der die Handlung in die 1930er Jahre verlegt.

## Hörspiele
Die erste bekannte Hörspielfassung des Stückes entstand am 6. September 1926. Es wurde von der NORAG in Hamburg live ausgestrahlt. Eine Möglichkeit zur Aufzeichnung gab es erst ab 1929. Unter der Regie von Hans Hansen sprachen unter anderem Karl Pündter, Hedwig Herder, Edith Scholz, Hans Freundt, Edith Künzel, Lotte Schloß und Claire Goericke.
Eine weitere Livesendung ging am 23. Oktober 1926 auf Sendung. Sie wurde vom  Südwestdeutschen Rundfunkdienst AG (SÜWRAG), einem Vorläufer des HR produziert. Weitere Angaben sind nicht überliefert.

## Musicals
Nach Motiven von Lady Windermeres Fächer schrieben Karl Farkas und Peter Kreuder ein Musical mit dem Titel Die Lady aus Paris, das mit Zarah Leander und Paul Hörbiger in den Hauptrollen 1964 in Wien uraufgeführt wurde.
Auch das 1954 in London uraufgeführte Musical After the Ball von Noël Coward basiert auf Lady Windermeres Fächer.

## Ausgaben
- Lady Windermere’s Fan. A Play About a Good Woman. London: Mathew & Lane 1893. [Erstausgabe]
- Lady Windermeres Fächer (Lady Windermere's Fan). Übersetzung und Bearbeitung Silke Resinelli, Boy Gobert. Reinbek b. Hamburg: Rowohlt Theater-Verl. 1972.
- Lady Windermere’s fan. A play about a good woman. Hrsg. von John Poziewski. Reclam, Stuttgart 1989. (Reclams Fremdsprachentexte.), ISBN 3-15-009187-X
- Lady Windermeres Fächer. Die Geschichte einer anständigen Frau; Komödie in 4 Akten. Übersetzer: Norbert Kollakowsky. Reclam, Stuttgart 2006, ISBN 3-15-008981-6
- Lady Windermeres Fan. Performed by Juliet Stevenson & Cast. 2 CDs. Naxos Audio Books, Berlin, 1996. (Classic drama), ISBN 962-634-111-4